# 우마르 디아키테
우마르 디아키테(프랑스어: Oumar Diakité, 2003년 12월 20일 ~ )는 리그 1 클럽 랭스와 코트디부아르 국가대표팀에서 공격수로 활약하고 있는 코트디부아르의 축구 선수이다.

## 구단 경력
2022년 1월 12일, ASEC 미모자에서 레드불 잘츠부르크에 입단한 디아키테는 본래 공동 선수였던 그는 레드불 잘츠부르크 팜팀인 리퍼링의 일원으로 임대되어 2월 20일 SKN 장크트푈텐과의 리그 경기에서 데뷔 전을 치렀고, 4월 3일 리그 경기에서 SK 라피트 빈 II를 상대로 첫 골을 기록했다.
2023년 6월 21일, 디아키테는 리그 1의 스타드 드 랭스와 5년 계약을 맺었다.

## 국가대표팀 경력
디아키테는 2022년 6월, 코트디부아르에 2023년 아프리카 네이션스컵 예선 경기를 위해 소집되었다. 그는 2022년 6월 6일, 훈련 중 경미한 부상으로 선수단에서 제외되었다. 그는 2023년 9월 9일 1-0으로 이긴 레소토와의 경기에서 데뷔했다.
2023년 12월, 그는 코트디부아르에서 열린 2023년 아프리카 네이션스컵 27인 선수단에 이름을 올렸다. 말리와의 8강전에서 연장전 종료 시간에 결승골을 터뜨려 2대 1 승리를 거뒀고, 축하 후 두 번째 옐로카드를 받아 결장할 준결승 진출권을 확보했다.

## 수상
코트디부아르
- 아프리카 네이션스컵 : 2023[15]